# Pilibanga
Pilibanga é uma cidade e um município no distrito de Hanumangarh, no estado indiano de Rajasthan.

## Demografia
Segundo o censo de 2001, Pilibanga tinha uma população de 33,607 habitantes. Os indivíduos do sexo masculino constituem 53% da população e os do sexo feminino 47%. Pilibanga tem uma taxa de literacia de 58%, inferior à média nacional de 59.5%: a literacia no sexo masculino é de 66% e no sexo feminino é de 48%. Em Pilibanga, 15% da população está abaixo dos 6 anos de idade.